# Pete Proud
Pete Proud var en popgrupp som bildades 1965 av ett kamratgäng från Fregattberget i Gröndal i Stockholm. 
Bandet bildades av sångaren Peter Stolt, f 1949 d 2012 (vars engelska namnversion antogs som bandnamn), Bengt Isaksson, f 1948 (gitarr/sång), Lemmy Vester, f 1948 (gitarr/sång), Leif Höög, f 1947 d 2000 (elbas/sång), och Ronald Hultman, f 1947 (trummor/sång). Leif Höög efterträddes 1968 av den från olika dansband rutinerade basisten Olle Gustavsson, f 1946. Den ständigt närvarande uppväxtkamraten Göran Ternqvist, f 1947 fyllde rollen både som ljudtekniker, chaufför och road manager.
Tillkomsten av bandet underlättades säkert till stor del av nära obegränsad tillgång till repetitionslokal, något som många andra samtida band saknade helt, eller annars med svårighet kunde skaffa sig. En stor fristående scoutstuga på lagom avstånd från bostadshusen, gjorde att man kunde repa om kvällarna in på nätterna om så behövdes, utan att egentligen alls störa de kringboende.
Gruppen framträdde huvudsakligen som coverband med främsta betoning på "tätt" framförd stämsång, och hade förmågan att mycket tidigt välja melodier som skulle visa sig bli stora slagnummer. "Young Girl" (Gary Puckett & The Union Gap, 1968), "The Sound of Silence" (Simon and Garfunkel, 1964), "All Alone am I" (Brenda Lee, 1962), "To Love Somebody" (Bee Gees, 1967), "Nowhere Man" (The Beatles, 1965), "Ob-La-Di, Ob-La-Da" (The Beatles, 1968), och "Maria" (Leonard Bernstein, 1956), den sistnämnda låten hämtad från musikalen "West Side Story".
Pete Proud uppträdde under en följd av år på troligen samtliga dåtida Stor-Stockholms många ungdomsgårdar, klubbar och nöjespalats. Deras första professionella manager var Ove Södersjö, som också organiserade bandets första turnéer i landet i övrigt.
Spelschemat kan idag tyckas närmast omänskligt; man fick ofta framträda på upp till fyra scener per kväll från fredag till söndag, och dessutom låg många spelningar på vardagkvällar. Utöver dessa Stockholmsbaserade "gigg" turnerade bandet hela tiden över hela landet, och bokades också till Finland.
De agerade förband till Moody Blues i Nalens stora sal på den mindre estraden i stora salongen; samtidigt som Pete Prouds sista ackord klingade ut, byttes strålkastarfokus och de brittiska berömdheterna på stora scenen var igång. Även Kungliga Tennishallen vid Lidingövägen fick se Pete Proud som förband till engelska världsartister, denna gång var huvudattraktionen inga mindre än the Who.
På Södra Djurgårdens nöjespark Gröna Lunds Tivoli fanns, förutom Stora scenen och Dansbanan, den för ungdomar ytterst populära inomhusscenen Jump In (med alkoholfri bar), och Pete Prouds publikrekord där lär aldrig ha överträffats. I Stor-Stockholm spelade man mycket på de otaliga ungdomsgårdar som vid tiden helt kort benämndes "gårdar", t.ex. i Aspudden, Bagarmossen, Bergshamra, Björkhagen, Blackeberg, Bredäng, Ekensberg, Farsta, Fruängen, Gröndal, Huvudsta, Hässelby, Högdalen, Kärrtorp, Rågsved, Solna, Sätra, Södertälje, Tumba, Tyresö, Vällingby, Årsta, och på Östermalms ungdomsgård.
Andra musikställen man ofta återkom till var t.ex. Domino vid Hornstull på Söder; i centrala Stockholm Gyllene Cirkeln, Handelshögskolan, Hit House, Kingside, Kårhuset, Maxim och som sagt Nalen. Utanför Stockholm var det täta bokningar bland annat i Göteborg, Smedjebacken, Sundsvall, Söderhamn och ett flertal andra orter.
Bandets första och enda grammofonskiva är en singel från 1969 (Polydor NH 59 772), med titelsidan "CRYING ALL NIGHT", av Russ Harness. B-sidan skrevs av Sverige-britten och Science Poption-medlemmen Roger Wallis, kompositör, journalist och numera multimedia-professor på KTH, och som även var musikproducent. Låten heter "BA-BA-DA-DA-OOOH", och finns även med som 89:e och avslutande spår på en samlingsvolym med svenska 60-talsband, "Stora popboxen-Vol. 1-3 1964-1969". 
Gruppen Pete Proud upplöstes 1969.